# Col de l'Orme (Alpes-de-Haute-Provence)
Pour les articles homonymes, voir Col de l'Orme.
Le col de l'Orme est un col routier situé dans les Alpes en France, dans le département des Alpes-de-Haute-Provence. À une altitude de 732 mètres il se trouve à quelques kilomètres au sud de Digne-les-Bains sur la route nationale 85 – connue sous le nom de « route Napoléon ».

## Cyclisme
Le Tour de France est passé plusieurs fois par le col, classé en 4e catégorie pour le Grand prix de la montagne. Il est franchi en tête par le Français David Moncoutié lors de la 12e étape du Tour de France 2005, par le Tchèque Roman Kreuziger lors de la 14e étape du Tour de France 2008 et par le Français Jérôme Cousin lors de la 3e étape du Tour de France 2020.